# Air Mobile Protection Team
Ein Air Mobile Protection Team (AMPT) ist für den Schutz und die Sicherheit von Lufttransportmissionen verantwortlich.

## Auftrag
AMPTs schützen Flugzeug, Besatzung und Fracht vor feindlicher Bedrohung während Lufttransporten in Krisenländern mit instabiler Sicherheitslage.

## Deutschland
In Deutschland besteht ein AMPT in der Regel aus 5 Soldaten unter Führung eines Feldwebels. Die Mitglieder der AMPT werden durch das Objektschutzregiment der Luftwaffe gestellt. Je nach Bedrohungslage kann ein AMPT durch zusätzliche Soldaten verstärkt werden oder es werden mehrere AMPT eingesetzt. Die Ausbildung umfasst ein zweiwöchiges Training an der Infanterieschule in Hammelburg. Als Ausbildungsorte dienen die Flugbereitschaft des Bundesministeriums der Verteidigung am militärischen Teil des Flughafens Köln/Bonn, das Lufttransportgeschwader 63 auf dem Fliegerhorst Hohn (Schleswig-Holstein) und das Hubschraubergeschwader 64 in Laupheim.

## Einsätze
- EUTM Mali
  - 2016: Schutz des Flugzeugs des Bundespräsidenten.[2]
- United Nations Multidimensional Integrated Stabilization Mission in Mali (MINUSMA)
  - 2016: Unterstützung für niederländische CH-47D-Hubschrauber die in Gao stationiert sind.[3]